# Аньюм
Аньюм (нід. Anjum, фриз. Eanjum) — село в нідерландській провінції Фрисландія. Входить до муніципалітету Північно-Східна Фрисландія.
Його площа становить 19,75 км², а населення станом на 2021 рік складало 1 070 осіб.
Перша згадка про населений пункт датується 944 роком.

## Галерея

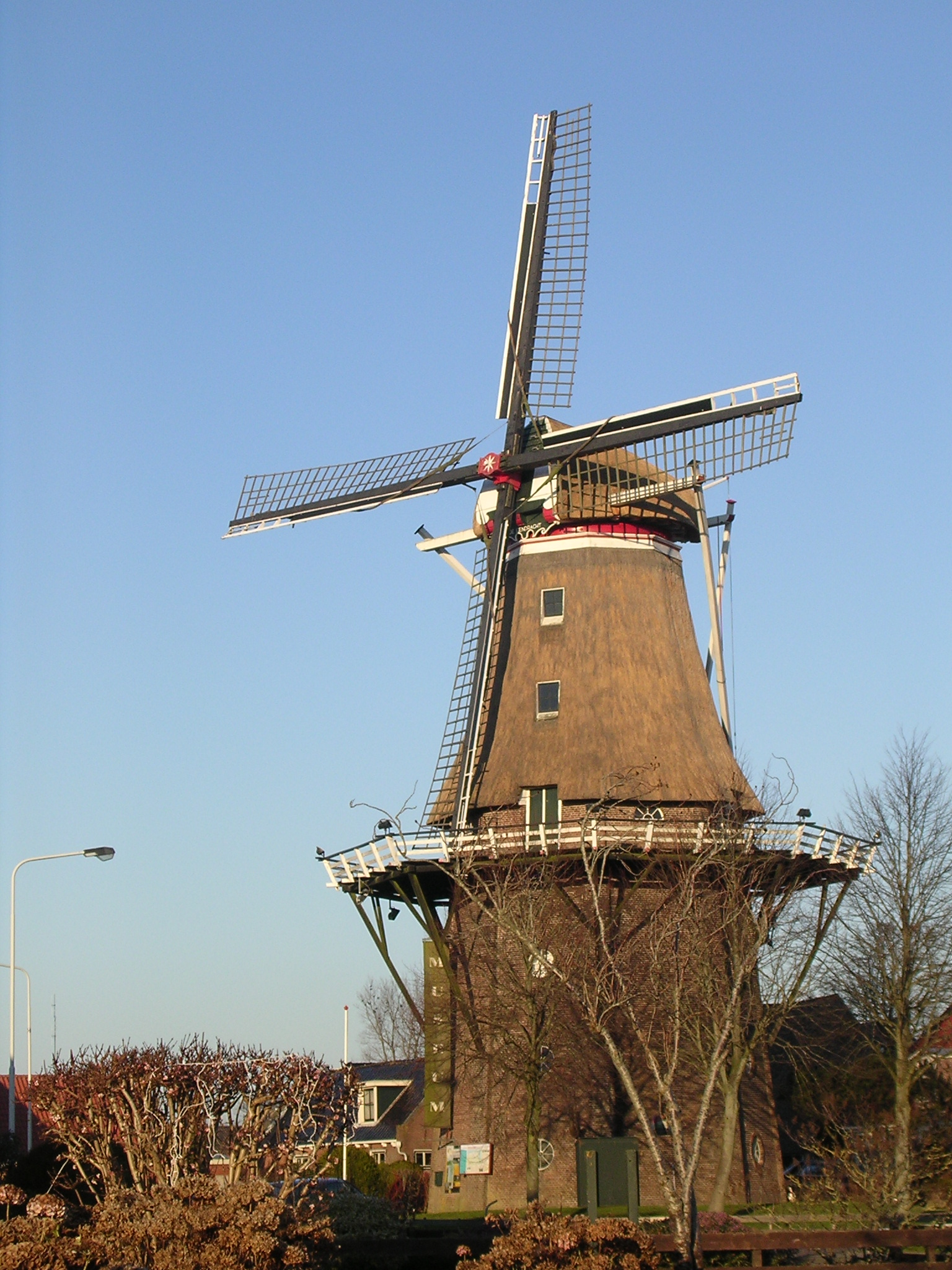
Вітряк De Eendracht
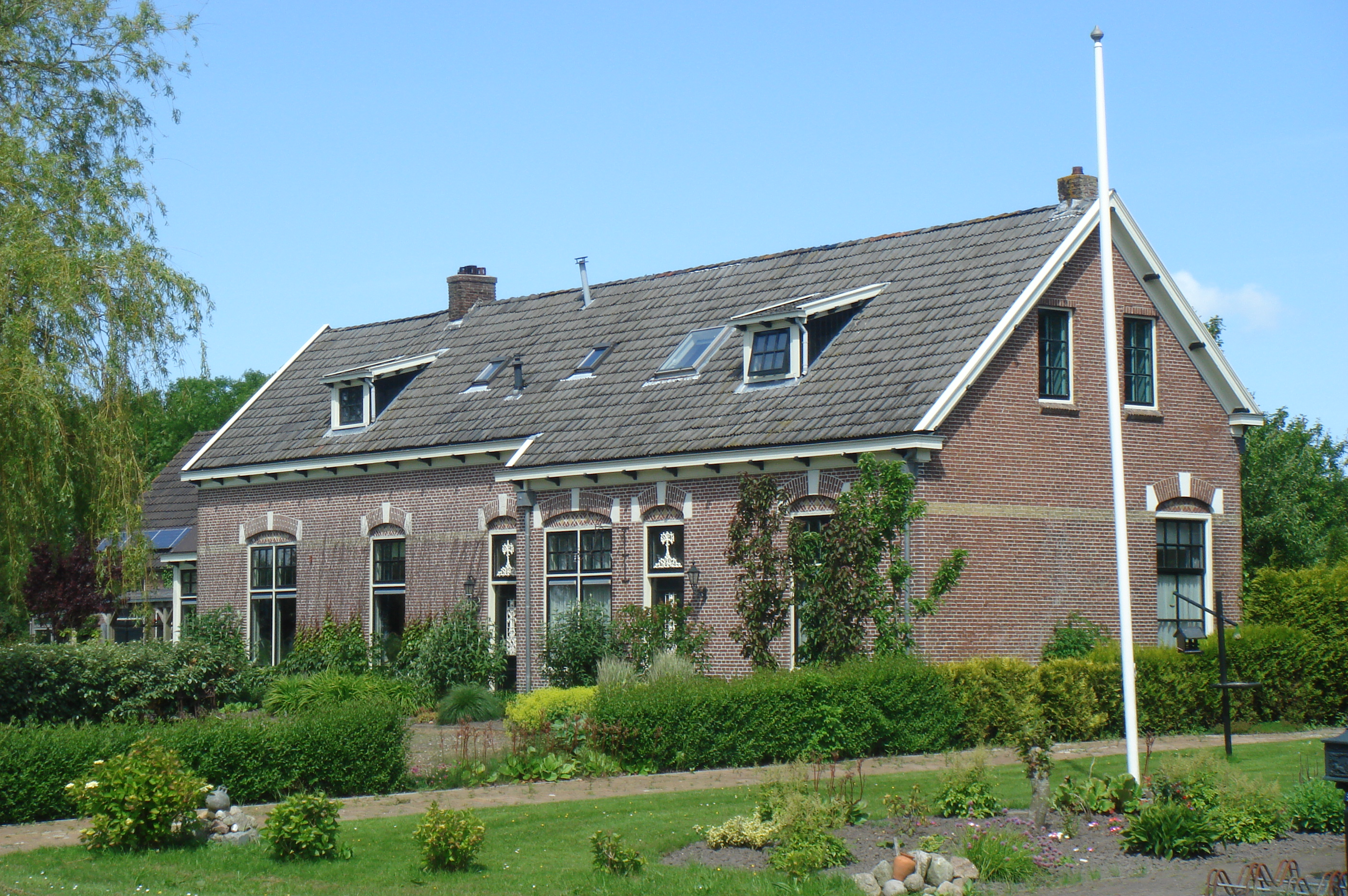
Будівля залізничної станції, перетворена на житловий будинок
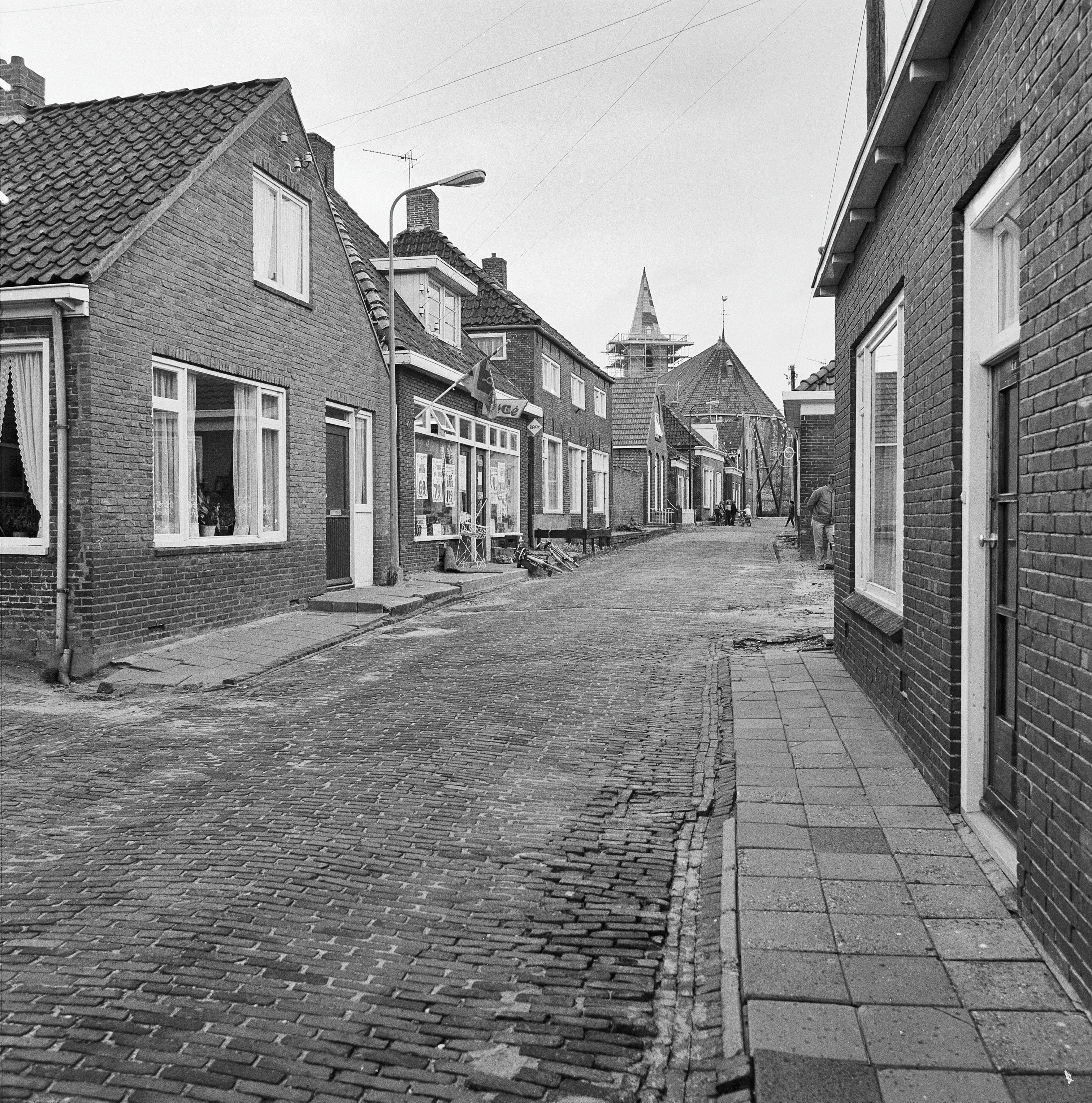
Вулчна панорама (1973)
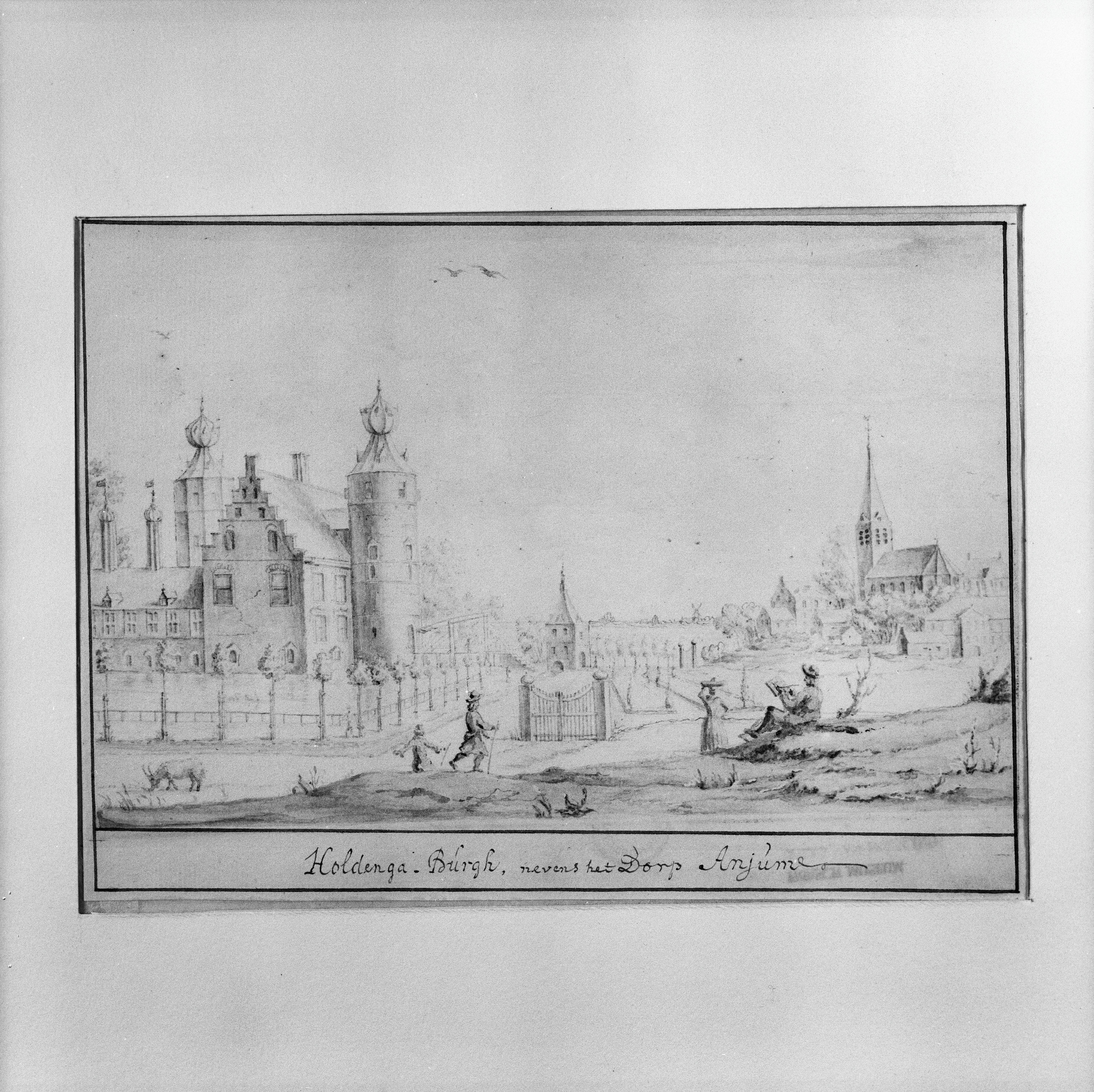
Малюнок сільської забудови